# Florin Constantinovici
 Florin Constantinovici, né le 12 février 1968 à Bucarest (Roumanie), est un footballeur roumain, qui évoluait au poste de défenseur au Rapid Bucarest et en équipe de Roumanie.
Constantinovici n'a marqué aucun but lors de ses trois sélections avec l'équipe de Roumanie entre 1991 et 1992.

## Carrière de joueur
- 1989-1993 : Rapid Bucarest
- 1993-1995 : Dinamo Bucarest
- 1995-1997 : Rapid Bucarest
- 1997-2000 : Heerenveen
- 2000 : FC Brașov
- 2000-2001 : Rapid Bucarest
- 2001-2002 : Hapoël Holon
- 2002-2003 : Poli Timișoara

## Palmarès

### En équipe nationale
- 3 sélections et 0 but avec l'équipe de Roumanie entre 1991 et 1992.

### Avec le Rapid Bucarest
- Vainqueur du Championnat de Roumanie de football D2 en 1990.
- Finaliste de la Coupe de Roumanie de football en 1995.

### Avec le SC Heerenveen
- Vice-Champion du Championnat des Pays-Bas de football en 2000.